# Seto Kaiba
Seto Kaiba (海馬瀬人?, Kaiba Seto) è uno dei personaggi principali del manga Yu-Gi-Oh!, nonché dell'omonima serie anime del 1998 e di quella del 2000. Compare anche in Yu-Gi-Oh! GX.

## Il personaggio

Copertina del trentaduesimo volume dell'edizione italiana del manga, raffigurante Yami Yugi e Seto

A causa dell'educazione impartitagli dal malvagio e avido patrigno Gozaburo Kaiba, Seto si comporta come un uomo adulto, nonostante i suoi soli 16 anni (19 alla fine della serie). È una persona introversa, egoista, possessiva ed astuta, testarda. Autosufficiente e freddo, non gode di simpatia tra gli amici di Yugi. Non permette a nessuno di scalfire la barriera di ghiaccio che si è eretto intorno. L'unico capace di infrangere la barriera emotiva di Seto è Atem capace a modo suo di comprendere il rivale motivo per cui Seto lo ritiene l'unico degno di sfidarlo. La persona più importante per Seto è il fratellino Mokuba, che il ragazzo protegge ad ogni costo.
Seto è inizialmente il campione mondiale di Duel Monsters, ma viene sconfitto da Yugi/Yami Yugi, il quale diventa il suo rivale e dopo quel momento diverrà il suo obbiettivo sconfiggere Atem per dimostrare a se stesso di essere più forte del rivale infatti non può tollerare che qualcun altro lo possa sconfiggere se non lui stesso infatti si infurierà molto quando apprenderà che Atem ha perso il duello contro Raphael tanto dal non voler aiutare il rivale ma poi successivamente decide di perdonarlo e aiutarlo a fermare Dartz e assiste alla rivincita tra Atem e Raphael che si conclude con la vittoria di Atem con grande soddisfazione di Seto che può considerare nuovamente Atem il numero uno da sconfiggere in futuro. Inoltre, dirige la Kaiba Corporation, la società ereditata dal patrigno, che, da produttrice di armi belliche qual era, il ragazzo trasformò in un'azienda tecnologica di giochi.

## Creazione e sviluppo
Il personaggio di Seto Kaiba è basato su un praticante di giochi di carte collezionabili, incontrato da un amico dell'autore del manga, Kazuki Takahashi. L'amico di Takahashi chiese a quella persona di insegnargli a giocare, ma gli venne risposto di tornare dopo aver raccolto 10.000 carte. La storia non piacque a Takahashi, ma questo pensò che il giocatore sarebbe stato un buon personaggio. Il nome di Seto deriva da quello di una divinità egizia, Set. Inizialmente, l'autore aveva pensato di fare di Kaiba l'erede di una società di giochi, e lo faceva sfidare Yugi usando strani giochi diversi, ma con poco preavviso ha finito con il farlo giocare a Duel Monsters una seconda volta. Egli ha inoltre ricostruito il personaggio per farne un semi-protagonista ed il rivale di Yugi.
Seto è un ragazzo alto e snello, con capelli castani, la cui frangia gli ricade sugli occhi color zaffiro, freddi e taglienti come lame di ghiaccio. Il suo vestiario è caratterizzato da una lunga giacca: blu (nella prima serie), poi viola ed infine bianca. Il character design è stato modificato solo nella serie del 1998, escluso il film collegato alla stessa, e Kaiba ha i capelli verdi.

## Storia

### Manga
Appare per la prima volta nel negozio del nonno di Yugi dove scopre il drago bianco occhi blu e offre una grande quantità di carte per il Drago Bianco Occhi Blu di Sugoroku, che rifiuta. Kaiba quindi intima a Yugi di dargli la carta a scuola. L'altro Yugi quindi lo sfida ad un gioco delle ombre in cui i mostri del gioco prendono vita. Kaiba riesce a evocare la carta di Sugoroku, ma invece si sacrifica perché Kaiba non capisce il suo cuore. Kaiba perde, e quindi viene sottoposto a un gioco in cui è intrappolato in un'illusione in cui crede di essere circondato da mostri.
Kaiba, dopo aver perso contro Yugi, subisce una punizione in cui prova una sensazione simile alla morte, e soffre di incubi da allora in poi.
Furioso per la sconfitta e l'umiliazione, decide di costruire un parco a tema chiamato Death-T, progettato per decretare vendetta su Yugi uccidendolo con giochi mortali. Attirato il nonno di Yugi in una versione virtuale del gioco, sconfigge il vecchio maestro di gioco con tre Draghi Bianchi Occhi Blu e strappa la sua preziosa carta. 
Quando Kaiba tortura Sugoroku con un gioco di penalità artificiale e minaccia la sua vita, Yugi e i suoi amici sono costretti a partecipare ai giochi mortali di Kaiba per salvarlo. Dopo la resa dei conti viene battuto con Exodia il proibito e Yugi usa una "tecnica mentale" su Kaiba, in cui ricostruirà lentamente il suo cuore.
La Toei Animation ha creato una trasposizione del volume, presente nella serie prototipo dell'anime (serie del 1998).

### Anime

#### il regno dei duellanti
Sentendo Yugi parlare a scuola, Seto viene a sapere che suo nonno, proprietario di un negozio di giochi, ha una carta rara, e decide di visitare il locale. Nota che l'uomo possiede il potente Drago Bianco Occhi Blu, e gli propone di venderglielo. Il nonno di Yugi però rifiuta di cedergli la carta, che ha per lui un valore affettivo perciò Seto lo fa rapire per sfidarlo a Duel Monsters. Il giovane vince, si impossessa del Drago Bianco Occhi Blu e, raggiunto da Yugi e i suoi amici, strappa davanti a loro la carta, in modo che essa non possa venir usata contro di lui. A questo punto Yugi si trasforma nel suo alter ego Yami Yugi e sfida Seto, il quale può contare sugli altri tre esemplari del Drago Bianco Occhi Blu. Nonostante sia il campione mondiale del Duel Monsters, Seto viene sconfitto da Yami Yugi dopo che ha riunito i pezzi di Exodia il Proibito, poi sempre Yami usa i poteri del Millennium Puzzle (Puzzle del Millennio) per distruggere la malvagità nel cuore di Seto, in modo che possa ricominciare da capo. Quest'ultimo rifiuta l'invito di Pegasus, l'inventore del Duel Monsters, a partecipare al torneo che si tiene nel Regno dei Duellanti, e scompare, intento a riflettere su quanto detto da Yugi.
Intanto, Pegasus cerca di impadronirsi della Kaiba Corporation, ma visto che questa può solo passare ad un erede della famiglia Kaiba, rapisce Mokuba. Seto viene a sapere del rapimento del fratello e che le azioni della Kaiba Corporation saranno vendute dopo che Yugi verrà eliminato dal torneo, perciò si infiltra nel sistema del computer di Pegasus e aiuta Yugi a sconfiggere un proprio sosia, infettando il Drago Bianco Occhi Blu dell'impostore. Seto raggiunge il castello di Pegasus, dove Mokuba è tenuto prigioniero, ma, prima che possa liberarlo, Pegasus sottrae l'anima a Mokuba. Il nemico decide quindi di ricattare Seto, il quale viene costretto a battere Yugi se vuole entrare nel suo castello. Il duello si svolge in cima al già citato castello e qui Seto fonde i tre Draghi Bianchi Occhi Blu, generando il Drago Finale Occhi Blu, e mette alle strette Yami Yugi, il quale però riesce comunque ad avvicinarsi alla vittoria. Seto, disperato perché imminente alla sconfitta, minaccia l'avversario di suicidarsi gettandosi dal torrione del castello di Pegasus, frenando quindi il colpo finale di Yami Yugi e battendolo nel turno successivo. Una volta entrato nell'edificio, Seto sfida Pegasus per liberare Mokuba, ma il Millennium Eye dell'avversario riesce a prevedere le sue mosse, così perde e la sua anima viene rubata. In seguito alla vittoria di Yugi/Yami Yugi contro Pegasus, Seto e Mokuba riacquistano le proprie anime. Seto ringrazia Yugi e gli dice che un giorno si affronteranno di nuovo in un duello leale.

#### La Città dei Duelli
Seto Kaiba viene invitato da Ishizu Ishtar alla mostra sull'antico Egitto che si sta tenendo al museo. Qui, Ishizu mostra a Seto una tavola risalente all'antico Egitto, in cui sono rappresentati lui e Yugi. Gli racconta che, in passato, i mostri vennero imprigionati in tavole di pietra, per via della loro pericolosità, ma un gruppo di stregoni malvagi scoprì il modo per liberarli, e fece guerra al Faraone per il dominio. Con la sua Millennium Tauk (Collana del Millennio), Ishizu trasporta Seto nel passato, per mostrargli come lui combatté contro un servo del Faraone (il sovrano era Yami Yugi), in un duello in cui i mostri evocati prendevano vita dalle tavole di pietra. Prevede a Seto che lui e Yugi siano destinati a combattere ancora, ma il ragazzo non le crede. Ishizu parla anche delle tre più potenti creature del Duel Monsters, le Divinità Egizie, che Pegasus non mise in commercio perché troppo pericolose. I malvagi Rare Hunter si sono impossessati di due tra le carte ma Ishizu ne è riuscita a proteggere una, che consegna a Seto, il quale deve organizzare un torneo per attirare i Rare Hunter, a caccia di carte rare. Kaiba ottiene Obelisco del Tiranno, una delle tre Divinità Egizie, e organizza il torneo della Città dei Duelli, in modo da poter entrare in possesso delle altre carte delle Divinità Egizie. Come previsto, al torneo partecipano i Rare Hunter, inviati da Malik, che tra i suoi scopi ha quello di impossessarsi di Obelisco del Tiranno. Rimandando la sfida contro Yami Yugi, da cui vuole vincere Osiris Drago del Cielo, altra Divinità Egizia, Seto aiuta il rivale in un duello a coppie contro due di loro, Luce ed Ombra, che vengono sconfitti.

#### Il dirigibile
Accede alle finali, che si svolgono a bordo di un dirigibile della Kaiba Corporation. Kaiba è sempre interessato ad impadronirsi delle altre due carte delle Divinità Egizie, possedute da Yugi e Malik. Malik, dal canto suo, vuole scoprire il ruolo di Seto, il quale, nella tavola mostrata da Ishizu, tiene un oggetto simile alla Millennium Rod (Barra del Millennio), con cui il malvagio controlla le menti. Nel duello con Malik, Mai non riesce a giocare la carta delle Divinità Egizie sottratta all'altro in quanto dovrebbe saper leggere l'antico testo riportatovi. Affinché Seto scopra come evocare il Drago Alato di Ra, i satelliti della sua società fotografano la carta per poter effettuare una traduzione, anche se Malik insinua che Kaiba sarebbe capace di capire la scritta.
Seto affronta Ishizu, deridendo le previsioni di cui lei parla come trucchi e menzogne, finché l'avversaria non lo mette alle corde. Seto decide quindi di batterla utilizzando Obelisco del Tiranno, ignorando che Ishizu ha piazzato una trappola per far autodistruggere la divinità al momento dell'attacco, come previsto dal suo oggetto del Millennio. La Millennium Rod di Malik, però, si attiva e  mostra a Kaiba una scena della sua vita precedente dove Seto se ne stava inginocchiato dinnanzi alla tavola del Drago Bianco Occhi Blu, tenendo una ragazza tra le braccia. Il giovane imprenditore sente ora di non giocare Obelisco, sacrificandolo anzi per evocare il Drago Bianco Occhi Blu, che gli dona la vittoria. Mokuba si sta occupando della traduzione automatica delle righe riportate sulla carta del Drago Alato di Ra e afferma che ci sono problemi con le ultime parole, ma Seto scopre di saper leggere l'antico testo, sorprendendosi.

#### Mondo virtuale
Le semifinali si svolgeranno sull'isola che era la base militare della vecchia Kaiba Corporation, gestita dal padre adottivo di Seto, che produceva armi belliche; in seguito all'ascesa di Seto, questo ha fatto distruggere la base per innalzare la Torre dei Duelli. Il dirigibile cambia però rotta, controllato da Noah, un ragazzino che vuole impadronirsi di quanto ottenuto da Seto e che intrappola quest'ultimo e gli altri duellanti in un mondo virtuale. Qui i ragazzi devono combattere contro i Big 5, gli ex soci della Kaiba Corporation che cercarono di sbarazzarsi di Kaiba collaborando con Pegasus. I Big 5, rimasti intrappolati in un universo digitale dopo essere stati sconfitti da Seto e Yami Yugi, vogliono un corpo per poter fuggire e tornare nel mondo reale, e intendono impossessarsi di quello del duellante che perderà. Le vittime vengono divise, e qui Seto e Mokuba ripensano alla loro infanzia e al rapporto con Gozaburo. 
Noah rivela di volersi impadronire della proprietà di Seto, di cui si sente il legittimo erede. Seto si ricongiunge agli altri, ma se ne separa nuovamente per inseguire Soichiro Ota, uno dei Big 5 che si è impossessato del corpo di Honda e che ha rapito Mokuba. Mentre il fratellino viene a sua volta preso in custodia da Noah, Seto si imbatte in Kogoro Daimon, un altro dei Big 5 e vecchio braccio destro di Gozaburo, e viene raggiunto da Yugi e i suoi amici. Dopo altre rivelazioni riguardanti la Kaiba Corporation e i Big 5, Kaiba vince il duello. Cercando di salvare il fratellino, si ritrova nella stanza in cui è Noah, ma Mokuba, influenzato dai poteri del nemico, è convinto che Seto non voglia occuparsi di lui e si rifiuta di seguirlo per restare con Noah, credendo questo davvero interessato a proteggerlo. In seguito, Noah sparisce insieme a Mokuba, e Yugi mostra a Seto una foto ritrovata che ritrae Noah e Gozaburo; ma, valutando la data dello scatto, segnatavi, il fratellastro di Kaiba dovrebbe essere ora più grande, invece non è cambiato da allora. Successivamente, Seto lascia ancora Yugi e gli altri, che si impegnano contro i Big 5, per andare a cercare Mokuba.
Incontra il nemico, il quale gli rivela di aver fatto un incidente e che Gozaburo, per salvarlo, caricò la sua mente in questo mondo virtuale e ora vuole dimostrare di essere superiore e tornare nel mondo reale con il corpo di Seto. I fratellastri duellano, e presto Yugi e i suoi amici li raggiungono. Seto si accinge a vincere, ma l'avversario fa intervenire Mokuba, che si posiziona davanti a lui ricattandolo. Nel corso del duello, riesce comunque a risvegliare i ricordi di Mokuba, liberandolo dall'influsso magico di Noah ma poi perde la sfida. Noah decide di non tornare nel mondo reale con il suo corpo perché preferisce che il parente adottivo rimanga eternamente in questo universo digitale, e così trasforma lui e Mokuba in statue di pietra. Yami Yugi lo sfida, prendendo il posto di Seto in duello, ovvero ereditando le carte e i Life Points di Kaiba, così da poter dimostrare la superiorità di Seto rispetto al fratellastro. Vince, l'incantesimo che ha colpito Seto, Mokuba e gli altri amici di Yugi si scioglie e Seto viene a conoscenza del gesto di Yami Yugi. Compare così Gozaburo, che si nascondeva dietro le azioni di Noah e che afferma di aver digitalizzato la sua mente dopo aver perso la Kaiba Corporation per mano di Seto ed essersi suicidato, dopodiché, accedendo al sistema missilistico satellitare che aveva fatto installare quando era ancora al comando, avverte il figliastro che il suo scopo è colpire i maggiori leader mondiali con i missili e hackerare ogni sistema informatico mondiale, in modo da controllare il mondo reale da quello virtuale.
Noah finge di aiutare Seto e gli altri ad uscire dall'universo digitale, del quale, i ragazzi hanno scoperto, sono prigioniere solo le loro menti, non i corpi. Seto non fidandosi, va a cercare Gozaburo, il quale potrebbe far tornare le vittime nel mondo reale. Il patrigno lo sfida allora a Duel Monsters, desideroso di umiliarlo. Nel corso del duello, Noah avvisa i prigionieri del mondo virtuale che presto le loro menti verranno cancellate. Gozaburo vuole fuggire con il corpo di Seto, ma questo lo invita ad impossessarsene solo in caso di vittoria. Noah si pente grazie a Mokuba, ma Malik ha distrutto tutti i computer, perciò non può riparare al danno, così guida Yugi e i suoi amici verso le uscite dell'universo virtuale, ma chiede al primo di rimandare il ritorno nel mondo reale e di raggiungere Seto, per guidarlo, a sua volta, verso l'uscita. Seto vince il combattimento, ma Gozaburo tenta di impadronirsi ugualmente del suo corpo; l'intervento di Yugi salva il ragazzo. Gozaburo viene fermato da Noah e perisce insieme al figlio naturale, mentre gli altri tornano nel loro mondo.

#### La Torre dei Duelli
Il torneo può ricominciare sull'isola della Kaiba Corporation dove sono rimasti in gara Seto, Yugi, Jonouchi e Malik. I finalisti si battono simultaneamente: i due che perderanno si affronteranno per primi. Kaiba prende di mira Jonouchi, che egli vuole far scontrare, in semifinale, con Malik; intende duellare con Yugi nel prossimo turno, per conquistare la sua carta delle Divinità Egizie e dimostrare la propria superiorità, per poi sconfiggere, con due Divinità Egizie, quella di Malik, la più potente, e vincerla. Come voleva, dopo il duello di Jonouchi e Malik, Seto affronta Yami Yugi sulla Torre dei Duelli. Nell'ultimo scontro tra le loro Divinità Egizie, gli avversari vengono investiti da una luce abbagliante, mentre il Millennium Puzzle e la Millennium Rod di Malik reagiscono; gli oggetti del Millennio permettono a Seto e a Yami Yugi di avere una visione: i ragazzi vengono trasportati nell'antico Egitto, devastato dalle tenebre, provenienti dal palazzo del Faraone, il quale, sfidato, si accinge a combattere contro lo stregone malvagio rappresentato anche nella tavola che Kaiba vide durante la mostra egizia. Tornato nel presente, Seto ancora non accetta di aver vissuto in un altro tempo e intende sconfiggere Yami Yugi e dimostrare, così, di essere il migliore. Il ragazzo perde però il duello.
In seguito, Jonouchi lo sfida per il terzo posto. Dopo uno scontro equilibrato, in cui Jonouchi assume persino il controllo di uno dei suoi Draghi Bianchi Occhi Blu, Seto vince. Adesso, Kaiba vuole distruggere la Torre dei Duelli, per cancellare il ricordo del patrigno, e lasciare l'isola, senza aspettare la fine del torneo. Ishizu tenta di convincerlo a restare, perché aiuti Yugi nel duello con Malik, facendo quindi in modo che Yami Yugi sopravviva; sostiene che la tavola di pietra che rappresenta il combattimento tra lo stregone e il faraone sia stata fatta realizzare dallo stregone in memoria del suo migliore amico: il faraone stesso. Lo stregone non era malvagio, era solito combattere col faraone, ma i due erano in realtà amici. Grazie all'intervento di Mokuba, che soffre per l'infelicità in cui il fratello sprofondò da quando venne adottato, Kaiba decide di rimanere e di prestare a Yami Yugi una carta, con cui egli stesso avrebbe fronteggiato la Divinità Egizia posseduta da Malik. Terminato il torneo, Seto può pensare all'esplosione della Torre dei Duelli. Il suo piano è ora realizzare una catena di parco giochi, per mantenere fede ad una promessa fatta a Mokuba, quando i due fratelli erano ancora nell'orfanotrofio.

#### Il risveglio dei draghi
Le creature del Duel Monsters invadono la Terra, e l'opinione pubblica pensa di attribuirne la colpa alla Kaiba Corporation. Seto è convinto, erroneamente, che si tratti di ologrammi e scopre che qualcuno sta acquistando le azioni della sua società. Il ragazzo viene contattato da Pegasus, il responsabile, che viene anche additato per l'invasione delle creature. L'uomo propone di riscattare le loro immagini con un duello, e costringe Seto ad accettare la sfida. Si reca nel Regno dei Duellanti, luogo dell'appuntamento, e il combattimento ha inizio. Nel corso della sfida, scopre che Alister si era travestito per sembrare il vero Pegasus. L'avversario di Kaiba gioca la carta magia del Sigillo di Orichalcos, che isola i contendenti al suo interno e ruba l'anima dello sconfitto. Alister odia Seto: quando era un bambino, rimase solo con il fratello minore, in tempi di guerra, ma anche il piccolo parente scomparve (nella versione originale dell'anime, il fratellino morì); in seguito, Alister scoprì che dietro a tutto quello c'era Gozaburo Kaiba. Ergo, il ragazzo vuole vendicarsi del figlio di Gozaburo, Seto, che adesso gestisce la Kaiba Corporation. Mokuba tenta invano di fargli capire che il fratello non c'entra nulla con quanto accadutogli, che anzi il giovane, capendo quanto fosse crudele Gozaburo, gli sottrasse la società, per trasformarla da bellica ad un'azienda di giochi. In un momento critico del duello, Seto ha una visione, in cui una voce femminile (quella della Giovane Maga Nera) lo esorta ad estrarre la spada conficcata nel cristallo che imprigiona uno dei draghi leggendari. Riuscendovi, Kaiba dimostra di essere uno dei tre guerrieri leggendari, e libera Critias, che diventa un mostro del suo deck. Il duello con Alister termina in parità, ed il Sigillo di Orichalcos non ruba nessun'anima.
Adesso, Seto vuole incontrare il vero Pegasus per chiedere della sua nuova carta, perciò si reca in California, sede dell'Industrial Illusions. Qui, rivede Yami Yugi ed i suoi amici, e viene a sapere che Pegasus è stato privato della sua anima. Insieme ai ragazzi, trova un ologramma dell'inventore del Duel Monsters, che parla delle origini del gioco, non risalente all'antico Egitto, ma ad Atlantide, e di Dartz, in possesso di un potere che lo rende invincibile, che ruba le anime degli esseri viventi per risvegliare la Grande Belva, Leviatan, già sconfitto in passato. Kaiba sostiene che si tratti di un trucco, escogitato da Pegasus per impadronirsi della Kaiba Corporation, ma appare turbato vedendo che Yami Yugi e Jonouchi hanno una carta simile alla sua, ovvero gli altri due draghi leggendari. Il Faraone sostiene che il loro destino è combattere insieme per sconfiggere i nemici, ma Seto si allontana, e torna all'azienda. La metà delle azioni della società verrà acquistata da qualcuno; Kaiba rimane convinto che si tratti di Pegasus, il quale ha sempre voluto impossessarsi della Kaiba Corporation.
A bordo di un suo aereo, Seto incontra ancora Alister, che gioca la carta del Sigillo di Orichalcos. Dopo la sconfitta, il nemico perde l'anima, l'aereo precipita, ma i tre draghi leggendari lo fanno atterrare in modo da salvare i fratelli Kaiba, che vengono ora raggiunti da Yami Yugi ed i suoi amici. Arriva l'elicottero di salvataggio, ma Seto scopre che Dartz gli ha rubato la società. Alcuni uomini rimasti a lui fedeli, mandati da Kaiba nel museo della Florida dove si trovava la copia delle iscrizioni ritrovate dal professor Hopkins, riescono ad inviare una foto delle stesse al computer di Seto. Occorre, però, un miglioramento della qualità, ottenibile con un'elaborazione effettuata dal computer centrale della Kaiba Corporation. Con l'aiuto di Rebecca, che con il suo portatile viola i sistemi di sicurezza dell'edificio, Seto e Yami Yugi, affrontando i mostri dell'esercito dell'Orichalcos, raggiungono il computer centrale dell'azienda. Ingrandiscono la foto da inviare al portatile di Rebecca, perché suo nonno, il professor Hopkins, la riceva: l'iscrizione parla del risveglio di un serpente nero e della rinascita di un paradiso, che secondo lo studioso potrebbe essere Atlantide; nel simbolo dell'Orichalcos, Seto riconosce lo stemma di una compagnia finanziaria, la Paradias, di cui Dartz è proprietario. Il nemico appare improvvisamente dinnanzi a Kaiba e Yami Yugi, i quali giocano la carta del loro drago leggendario, ma ben presto scompare.
Raggiunti al camper gli amici del Faraone, questo e Kaiba vengono a sapere che ormai la polizia è sotto il controllo dell'Orichalcos, perciò non possono contare sul suo aiuto. Seto si separa dagli altri, intenti a cercare Jonouchi, per raggiungere la Paradias e riavere la sua società. Vi si ricongiunge quando Yami Yugi, alla Paradias, duella con Rafael. Vinto il combattimento dal Faraone, l'edificio crolla, ma l'elicottero di Seto giunge a proposito. Yami Yugi riceve da Rafael un chip per computer, che contiene l'ubicazione dell'isola segreta dove dimora Dartz; Kaiba e gli altri adesso si dirigono alla base del nemico. Un elicottero militare affianca quello di Seto, e si fa seguire. Dopo l'atterraggio, un ufficiale della marina rivela ai ragazzi che da tempo Dartz viene controllato, ma ad ora non ci sono ancora prove che dimostrino i suoi piani. Il nemico vuole realizzare il suo scopo sfruttando il gioco del Duel Monsters, per cui l'ufficiale chiede aiuto a Seto e Yami Yugi.
Raggiunta l'isola, Kaiba ed il suo gruppo incontrano Dartz, il quale, dopo aver collezionato per tutti questi anni tante anime, ha bisogno di quelle di Seto e del Faraone per risvegliare Leviatan. Inizia un duello a tre. Dartz gioca la carta magia del Sigillo di Orichalcos, che provoca una visione, durante cui Seto ed il compagno di squadra vedono Atlantide e ascoltano la storia raccontata dall'avversario, il quale fu un sovrano di quel continente, scelto, a sua detta, dall'Orichalcos per eliminare il malvagio genere umano e rendere la Terra un paradiso. Nel corso del duello, Dartz fa scendere in campo le anime di Yugi, Jonouchi, Mai e Pegasus. Yami Yugi non vuole attaccare i suoi amici: teme che le loro anime vengano eliminate; al contrario, Seto, che non crede alle storie di magia, non si ferma dinnanzi ai guerrieri che, secondo lui, hanno solo l'aspetto dei compagni del Faraone.
Il combattimento viene momentaneamente interrotto dall'arrivo di Rafael, al quale Dartz rivela che, nonostante Alister credesse che i suoi familiari vennero catturati dalle forze di Gozakuro Kaiba, che voleva conquistare la città in cui vivevano, il padre adottivo di Seto non c'entrava nulla: fu lo stesso Dartz ad assumere le sembianze dell'uomo.

#### Le memorie del Faraone
Kaiba viaggia nel passato, e scopre di aver vissuto nell'antico Egitto, come guardia e cugino di Yami Yugi, ovvero del Faraone Atem. Si rende perciò conto che tutte le magie ed i racconti del passato di cui Yugi ed altri parlavano erano reali. Ne ha un'ulteriore prova quando Yugi ed Atem si affrontano nel duello finale per la liberazione dell'anima dell'ultimo, scindendosi in due identità. Durante lo scontro, Seto constata ancora l'incredibile abilità di Atem, il quale riesce ad evocare persino le tre Divinità Egizie in un colpo solo, e afferma che Yugi non fosse altro che un impostore che si prendeva la gloria del Faraone, poiché era sempre quest'ultimo a condurre i duelli al suo posto. Così, certo del risultato, si appresta ad andarsene, dicendo ad Atem, il quale vincendo rimarrebbe nel mondo dei vivi, che almeno avrà ancora, in futuro, un degno avversario con cui duellare. Quando Yugi, però, a sorpresa riesce ad annientare le Divinità Egizie, Seto lo riconosce come il vero campione del mondo.

### Yu-Gi-Oh!: The Dark Side of Dimensions
Seto ha inventato un nuovo Duel Disk, che realizza i pensieri di chi lo indossa. Frustrato, lo usa per duellare virtualmente contro il Faraone, ma ciò non gli basta. Desidera, infatti, l'occasione di potersi vendicare, ottenendo davvero la sua rivincita, e commissiona la ricerca dei pezzi del Millennium Puzzle per risvegliare lo spirito del rivale. Trovati, raggiunge i suoi uomini in Egitto, dove, tuttavia, viene ostacolato da Diva, che, animato da paura e odio, usa in modo scorretto il potere del Cubo Quantico, provocando la sparizione di persone per lui indegne con l'intento di creare un mondo perfetto. Diva giudica estremamente negativo l'imprenditore Kaiba, e vuole impedire il ritorno di Atem, che, secondo la profezia del suo maestro Shadi Shin, costringerebbe lui e gli altri Plana a restituire il potere del Cubo Quantico. Utilizza le sue facoltà soprannaturali per far scomparire Seto in un'altra dimensione, in cui la vittima finirebbe col dissolversi, ma, senza alcun timore, Kaiba si protegge con l'ausilio della tecnologia, e affronta il nemico in un Duello Dimensionale, in cui i contendenti rischiano la vita. Spinto dal desiderio di sfidare Atem, riesce a richiamare una delle Divinità dell'antico sovrano, Obelisk il Tormentatore, e a riportare con il suo aiuto il duello alla normalità. La sfida viene interrotta da Mokuba, che, accingendosi a partire con i pezzi del Millennium Puzzle, distrae il fratello. Diva riesce a rubare un tassello, ma, resosene conto, Seto lo rintraccia e lo imprigiona. Mostrando il Puzzle incompleto a Yugi, in possesso dell'altro pezzo necessario al completamento dell'Oggetto del Millennio, Kaiba lo invita a partecipare al torneo di duelli da lui organizzato, in cui gli spettatori potranno ammirare il nuovo Duel Disk. Lo informa della presenza, all'evento, di Diva, e l'interlocutore, per permettere all'amico Bakura di abbandonare la dimensione in cui Diva lo ha intrappolato, accetta la proposta ricevuta. 
Fra i tre partecipanti, Diva è il primo ad essere sconfitto, e scompare in un'altra dimensione, dando a Seto l'occasione di duellare con il vincitore Yugi. Nel corso della sfida, Yugi completa il Puzzle, per dimostrare all'avversario che il risveglio del Faraone non dipende dalla loro volontà, che lo spirito non dimora più nel manufatto; anche lui aveva provato a far tornare Atem, ma invano. Seto è, tuttavia, ostinato. 

Kaiba sta per subire la sconfitta, ma Diva interrompe il duello, tornando dopo essere stato posseduto, nell'altra dimensione, dallo spirito malvagio del Millennium Ring (Anello del Millennio). Seto e Yugi devono perciò disputare un Duello Dimensionale contro Diva, che minaccia il mondo. Mentre le persone iniziano a scomparire, i duellanti vedono lentamente dissolversi per i danni ricevuti in battaglia, e Seto si sacrifica per permettere al compagno di far tornare il Faraone. 

Quest'ultimo entra un'ultima volta nel corpo di Yugi per accompagnarlo verso la vittoria e salvare, così, il mondo. Yugi riconoscerà a Seto, tornato da un'altra dimensione, di aver creduto sempre nel ritorno di Atem, a differenza sua.
Nel finale del film, Kaiba collauda, rischiando la vita, una sua nuova invenzione tecnologica, grazie alla quale riesce finalmente a raggiungere Atem per sfidarlo.

## Deck
Ex campione del mondo, Seto possiede un deck ben assortito, con mostri di alto livello e potenti carte trappola e magia. La sua carta più potente, ed anche la sua preferita, rimane il Drago Bianco Occhi Blu; fondendo i suoi tre esemplari, il ragazzo può dar vita al Drago Finale Occhi Blu. Durante il torneo della Città dei Duelli, Seto può contare su una delle Divinità Egizie, Obelisco del Tiranno/Obelisk il Tormentatore, poi vinta da Yugi. Elabora efficaci strategie.

## Accoglienza

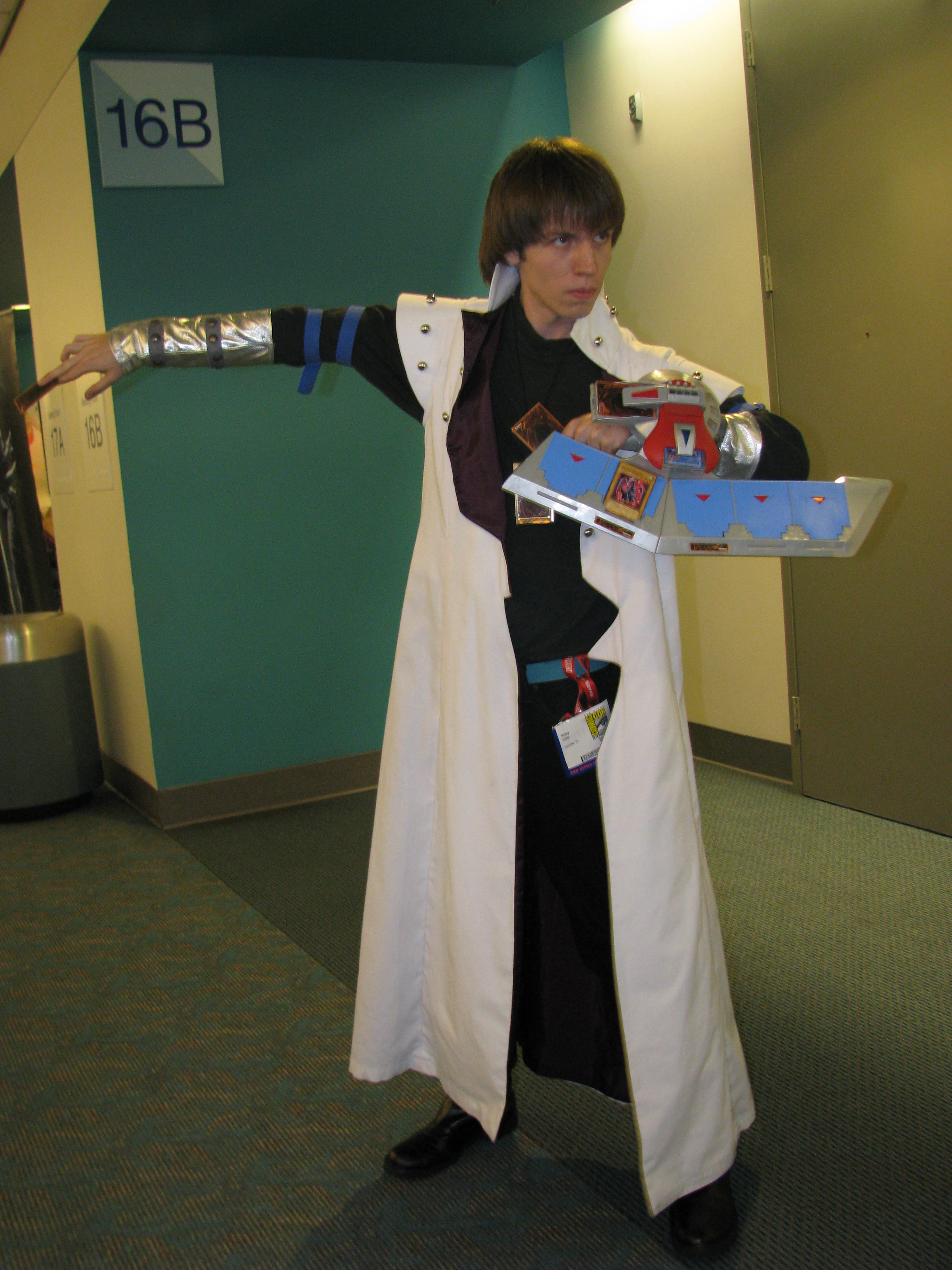
Cosplayer di Seto al San Diego Comic-Con 2011.

L'accoglienza critica nei confronti di Kaiba è stata mista. Kyle Mills di DVD Talk descrive Kaiba come un improbabile alleato di Yugi, ma considerava prevedibile la sua sconfitta nel terzo arco narrativo dell'anime del 2000. Per la quarta stagione, il recensore ha descritto Kaiba come uno degli ultimi eroi della storia. I doppiatori statunitensi Dan Green ed Eric Stuart, rispettivamente voci di Yugi e Kaiba, sono stati elogiati per la loro recitazione, venendo definiti come gli unici due che non sembravano leggere le loro battute su un copione. Tim Jones di THEM Anime Reviews lo ha criticato confrontandolo con un altro rivale stereotipato, il personaggio di Dragon Ball, Vegeta; entrambi sono stati contestati per le loro caratterizzazioni semplicistiche e per il fatto di essere sempre indietro il rispettivo rivale in termini di abilità. Jason Thompson di Anime News Network lo ha descritto come un rivale da manga stereotipato mentre sottolinea le sue azioni per essere il miglior giocatore di Duel Monsters. Sebbene ANN abbia deriso i molteplici duelli tra Kaiba e Yugi, ha elogiato l'equilibrio tra le loro carte come fatto da Kazuki Takahashi. Il sito web francese Manga News lo descrive come un personaggio troppo freddo nel capitolo iniziale del manga. Tuttavia, il recensore ha notato che cambia caratterialmente nel corso della narrazione quando viene sconfitto da Yugi e finisce brevemente in coma. Chris Homer di The Fandom Post ha elogiato le azioni di Kaiba nell'arco finale mentre si unisce a Yami Yugi nella sua lotta contro Bakura e Zorc nell'antico Egitto mentre affronta la vita del suo predecessore, il sacerdote Seth.
I duelli tra Kaiba e Yugi in Yu-Gi-Oh! - Il film sono stati presi in giro da DVD Talk perché sembravano una strategia ovvia per produrre più carte da acquistare da parte del pubblico. Durante la recensione di Dark Side of Dimensions, IGN ha elogiato la crescita di Yugi insieme a quella dei suoi amici mentre interagiscono fra di loro, rendendoli più maturi rispetto al manga e all'anime. IGN, tuttavia, ha scritto che sebbene Yugi sembri essere il protagonista del film, è oscurato da Kaiba. Anime News Network lo ha etichettato come "ancora il pazzo egoista preferito da tutti" poiché non ci sono stati progressi riguardo al suo sviluppo caratteriale. The Fandom Post ha criticato la relazione ossessiva tra Kaiba e il Faraone, che sembrava romantica nelle storie fanfiction. La performance di Green nei panni del Faraone olografico è stata elogiata e la regolare rivalità di Yugi con Kaiba ha ricevuto una risposta positiva. Richard Eisenbeis di Kotaku ha recensito favorevolmente il film, trovando Kaiba come il personaggio più importante della trama, ridicolizzando la sua personalità per le sue azioni esagerate per affrontare il defunto Yami Yugi poiché non vede Yugi Mutō come un degno avversario. Tuttavia, scopre che grazie a Kaiba il film è in grado di fornire una narrazione più interessante, trovando i nuovi personaggi privi di attrattiva. Anime UK News ha trovato le azioni di Kaiba incoerenti, ma ha comunque elogiato la perfomance del suo doppiatore giapponese, Kenjirō Tsuda, che ha descritto come "troppo drammatico". Sebbene sia uno dei protagonisti del film, Atomix ha trovato l'ossessione di Kaiba di affrontare Yami Yugi esagerata al punto da essere giudicato malsano e si è lamentato che la narrazione non si concentrava su altri membri di spicco del cast. Blu-ray.com ha stroncato la caratterizzazione di Kaiba per le sue azioni riguardo a una rivincita con Yami come ripetitiva nel franchise siccome questo scenario è stato ripetuto numerose volte e che i membri dello staff hanno deciso di continuare a concentrarsi sull'aspetto del gioco di carte della serie piuttosto che sulla crescita dei singoli personaggi.

### Popolarità
Nel 2003, Seto si classificò settimo tra i personaggi maschili degli anime più votati dai lettori di Animage, in occasione del prestigioso Anime Grand Prix. Secondo WatchMojo, Kaiba è decimo nella lista dei primi dieci antieroi dell'animazione giapponese.